# Martinskapelle (Braubach)

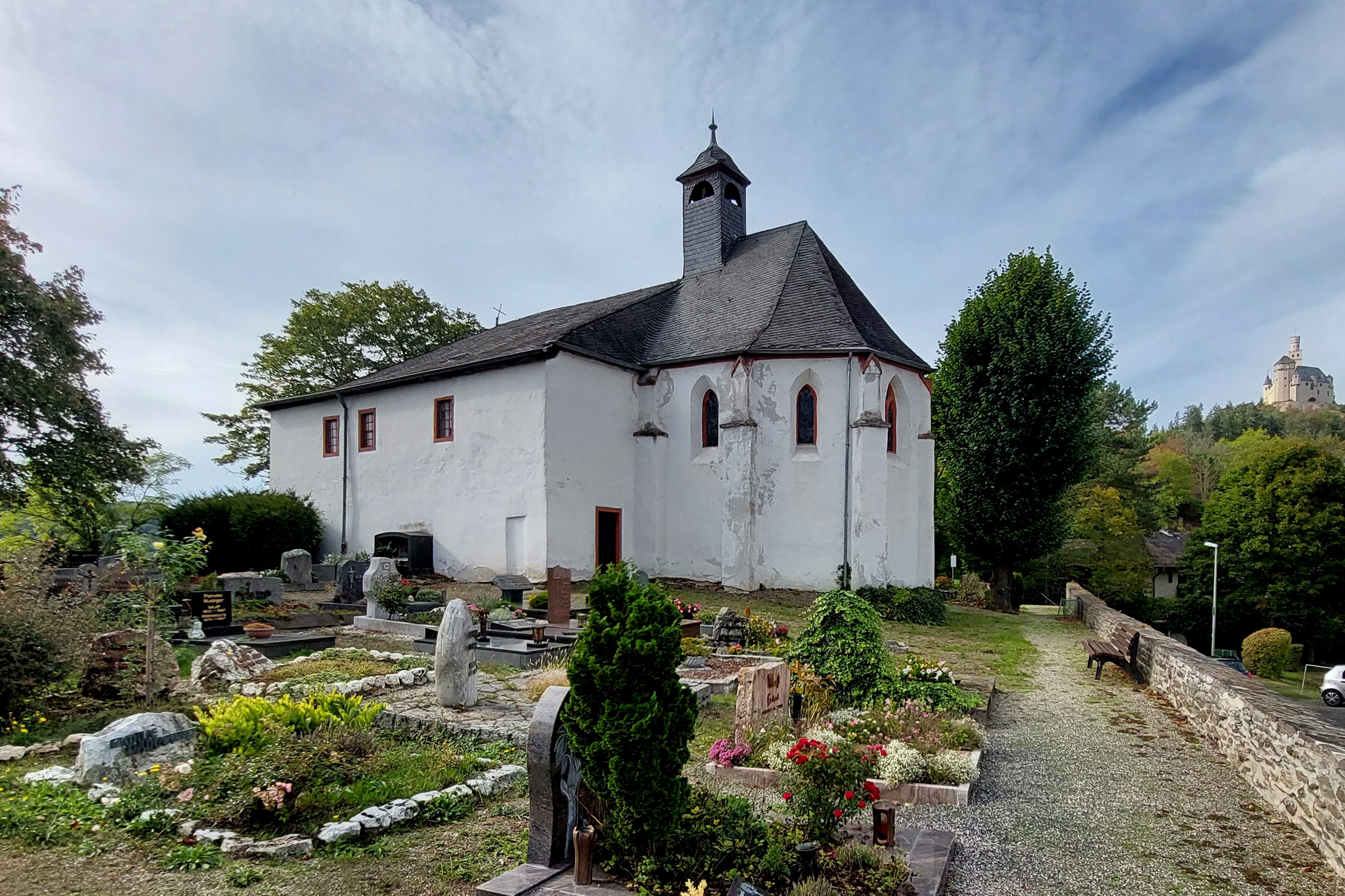
Die Martinskapelle von Süden, im Hintergrund die Marksburg

Die evangelische Martinskapelle in Braubach im Rhein-Lahn-Kreis, Rheinland-Pfalz, ist ein romanischer Bau, der bis Ende des 13. Jahrhunderts als Pfarrkirche diente und danach mit einem gotischen Polygonalchor erweitert wurde. In der Kapelle sind Wandmalereien aus der ersten Hälfte des 14. Jahrhunderts erhalten. An der Kapelle, die zum Weltkulturerbe oberes Mittelrheintal gehört, führt der Rheinsteig vorbei.

## Geschichte
Die Martinskapelle geht mit großer Wahrscheinlichkeit auf eine königliche Eigenkirche der Merowinger zurück. Im Jahre 1242 wurde sie anlässlich einer Gerichtsverhandlung auf dem angrenzenden Friedhof erstmals urkundlich erwähnt. Die Existenz eines Friedhofs kann als Hinweis darauf verstanden werden, dass die Kirche bereits zu dieser Zeit Braubacher Pfarrkirche war. Nachdem Braubach 1276 Stadtrecht erhalten hatte, wurde als neue Pfarrkirche die Barbarakirche unmittelbar an der schon 1284 bezeugten Stadtmauer errichtet. Nach dem Bau der Barbarakirche fanden Gottesdienste in der Martinskapelle nur am Fest Christi Himmelfahrt statt und an Sonntagen, an den denen die Barbarakirche vom Hochwasser eingeschlossen war, dazu noch für Trauerfeiern. Ihre Blütezeit erlebte die Martinskapelle, als die Witwe des Landgrafen Philipp II. von Hessen, Anna-Elisabeth von der Pfalz, sie im 16. Jahrhundert zu ihrer Hofkirche ausbauen und erweitern ließ. Heute dient die Kapelle in der Regel als Friedhofskapelle für beide Konfessionen, wird aber auch für besondere Gottesdienste und Hochzeiten verwendet.

## Architektur

### Außenbau
Die Martinskapelle ist aus Bruchstein errichtet und als Saalkirche angelegt. Ihr etwa 12 Meter langes Schiff wurde 1587 nach Süden hin auf etwa 11 Meter Breite asymmetrisch erweitert. Die Nordseite der Kapelle weist neben einem großen romanischen Portal zwei kleine romanische Rundbogenfenster, ein gotisches Fenster sowie ein Rechteckfenster auf. Letzteres dürfte im Zuge der Erweiterung Ende des 16. Jahrhunderts eingebrochen worden sein. Über dem Chorjoch sitzt auf dem schiefergedeckten Satteldach ein quadratischer, vollständig verschieferter Dachreiter, den ein Pyramidendach krönt. Über dem westlichen Langhausjoch sitzt auf dem schiefergedeckten Satteldach ein sechsseitiger, vollständig verschieferter Dachreiter, den eine welsche Haube krönt. Die Außenmauern des Chors gliedern sechs Strebepfeiler mit Kaffgesimsen, die in Wimpergzonen auslaufen. Die Wandflächen der Chorsegmente sind von Spitzbogenfenstern durchbrochen.

### Innenraum
Der frühgotische sechseckige Chor ist mit zwei Kreuzrippengewölben überdeckt, das Langhaus mit einer farbig gefassten Holzdecke, die in der Mitte des Raumes von einem einzigen Holzpfeiler gestützt wird. Die mit den Jahreszahlen 1587 und 1589 bezeichneten Intarsien an Kanzel und Empore erinnern an die Zeit, als die Martinskapelle Hofkirche der Landgräfin Anna Elisabeth war.

## Wandmalereien
Die heute in großen Teilen sichtbare figürliche und dekorative Raumfassung datiert wohl aus der ersten Hälfte des 14. Jahrhunderts. Die 1955/56 freigelegten Ausmalungen im Chorgewölbe zeigen den richtenden Christus zwischen Maria und Johannes dem Täufer, posaunenblasende Engel und das himmlische Jerusalem.

## Denkmalschutz
Die Martinskapelle ist ein geschütztes Kulturdenkmal nach dem Denkmalschutzgesetz (DSchG) und in der Denkmalliste des Landes Rheinland-Pfalz eingetragen. Seit 2002 ist sie Teil des UNESCO-Welterbes Oberes Mittelrheintal.